# Euprassia (mitologia)
Euprassia (in greco Eὐπραξία), nell'antica religione greca, era la personificazione del benessere. È stata citata una volta da Eschilo, che cita un proverbio secondo il quale Euprassia è la figlia di altri due personificazioni, Pitarchia e Soter.